# Kraft Heinz
The Kraft Heinz Company är en amerikansk livsmedelskoncern bildad genom sammanslagningen av Kraft Foods och Heinz. Kraft Heinz är det tredje största företaget inom livsmedelsindustrin i Nordamerika och det femte största i världen med 26,1 miljarder dollar i årlig försäljning. Koncernen har huvudkontor i både Chicago, Illinois och Pittsburgh, Pennsylvania.